# Radio Beverland
Radio Beverland is een Oost-Vlaamse lokale radiozender die sinds 1981 uitzendt vanuit Melsele (Beveren). De radioprogramma's zijn te beluisteren via 106.1 FM en via het internet. Beverland is een hitgericht radiostation met lokale berichtgeving over Beveren.
Tijdens de nieuwe erkenningsronde van 2017 kreeg Radio Beverland een nieuwe vergunning voor negen jaar.
Presentatoren zijn in 2025 Ronnie De Beleyr, Gerry De Graaf en Peter De Winter.